# Arado L I
L'Arado L I era un monomotore da turismo biposto ad ala alta a parasole realizzato dall'azienda tedesca Arado Flugzeugwerke GmbH nei tardi anni venti.
Venne sviluppato appositamente per partecipare al Challenge International de Tourisme 1929, prima competizione organizzata dalla Fédération Aéronautique Internationale (FAI) per velivoli da turismo e che ebbe luogo tra il 4 agosto e il 16 agosto 1929 a Parigi, Francia.